# Peršaja Liha 2012
La Peršaja Liha 2012 è stata la 22ª edizione della seconda serie del campionato bielorusso di calcio. La stagione è iniziata il 21 aprile 2012 ed è terminata il 18 novembre successivo.

## Stagione

### Novità
Al termine della passata stagione, sono salite in massima serie lo Slavija-Mazyr e il Partyzan Minsk (quest'ultima tuttavia non si è iscritta al campionato ed è ripartita dalle divisioni amatoriali). Sono retrocesse in Druhaja liha il Belkard Hrodna e il Baranavičy.
Dalla Vyšėjšaja Liha 2011 sono retrocessi Vicebsk e Dnjapro Mahilëŭ. Dalla Druhaja liha sono saliti Lida e Bjaroza-2010.
Il Klečask Kleck si è ritirato al termine della passata stagione.

### Formula
Le quindici squadre si affrontano due volte, per un totale di ventotto giornate più due turni di riposo, trattandosi di un campionato a squadre dispari.
La prima classificata viene promossa in Vyšėjšaja Liha 2013. La seconda, invece, disputa uno spareggio promozione-retrocessione con l'ultima classificata della Vyšėjšaja Liha 2012. L'ultima classificata, infine, retrocede in Druhaja liha.

## Classifica finale
|  | Pos. | Squadra            | Pt | G  | V  | N  | P  | GF | GS | DR  |
|  | ---- | ------------------ | -- | -- | -- | -- | -- | -- | -- | --- |
|  | 1.   | Dnjapro Mahilëŭ    | 63 | 28 | 20 | 3  | 5  | 75 | 22 | +53 |
|  | 2.   | Haradzeja          | 60 | 28 | 18 | 6  | 4  | 49 | 21 | +28 |
|  | 3.   | Vicebsk            | 59 | 28 | 19 | 2  | 7  | 57 | 30 | +27 |
|  | 4.   | SKVIČ Minsk        | 55 | 28 | 16 | 7  | 5  | 61 | 19 | +42 |
|  | 5.   | Sluck              | 52 | 28 | 15 | 7  | 6  | 59 | 27 | +32 |
|  | 6.   | Hranit Mikašėvičy  | 50 | 28 | 14 | 8  | 6  | 41 | 23 | +18 |
|  | 7.   | Vedryč-97 Rėčyca   | 39 | 28 | 9  | 12 | 7  | 40 | 24 | +16 |
|  | 8.   | Chvalja Pinsk      | 34 | 28 | 8  | 10 | 10 | 24 | 45 | -21 |
|  | 9.   | Bjaroza-2010       | 33 | 28 | 9  | 6  | 13 | 41 | 48 | -7  |
|  | 10.  | Smarhon'           | 31 | 28 | 7  | 10 | 11 | 23 | 32 | -9  |
|  | 11.  | Lida               | 30 | 28 | 8  | 6  | 14 | 32 | 49 | -17 |
|  | 12.  | Polack             | 26 | 28 | 7  | 5  | 16 | 24 | 55 | -31 |
|  | 13.  | Chimik Svetlahorsk | 24 | 28 | 5  | 9  | 14 | 29 | 52 | -23 |
|  | 14.  | DSK-Homel'         | 8  | 28 | 1  | 5  | 22 | 9  | 62 | -53 |
|  | 15.  | Rudzensk           | 7  | 28 | 4  | 4  | 20 | 15 | 70 | -55 |

Legenda:
      Promossa in Vyšėjšaja Liha 2013.
   Ammesso allo spareggio promozione-retrocessione.
      Retrocessa nelle Druhaja Liha 2013
Note:
Tre punti a vittoria, uno a pareggio, zero a sconfitta.

## Spareggio promozione-retrocessione
|               | Risultati |               | Luogo e data                |
| ------------- | --------- | ------------- | --------------------------- |
| Haradzeja     | 1 - 0     | Tarpeda-BelAZ | Haradzeja, 29 novembre 2012 |
| Tarpeda-BelAZ | 4 - 0     | Haradzeja     | Žodzina, 2 dicembre 2012    |
|               |           |               |                             |